# Communauté de communes Cœur de Gascogne
Die Communauté de communes Cœur de Gascogne war ein französischer Gemeindeverband mit der Rechtsform einer Communauté de communes im Département Gers in der Region Okzitanien. Sie wurde am 26. Dezember 2001 gegründet und umfasste 19 Gemeinden. Der Verwaltungssitz befand sich im Ort Jegun. Der Gemeindeverband war nach der historischen Landschaft Gascogne benannt.

## Mitgliedsgemeinden
Zur Communauté de communes Cœur de Gascogne gehören folgende Mitgliedsgemeinden:
| Gemeinde          | Einwohner 1. Januar 2022 | Fläche km² | Dichte Einw./km² | Code INSEE | Postleitzahl |
| ----------------- | ------------------------ | ---------- | ---------------- | ---------- | ------------ |
| Antras            | 41                       | 6,59       | 6                | 32003      | 32360        |
| Ayguetinte        | 157                      | 6,31       | 25               | 32024      | 32410        |
| Biran             | 377                      | 36,86      | 10               | 32054      | 32350        |
| Bonas             | 116                      | 10,10      | 11               | 32059      | 32410        |
| Castéra-Verduzan  | 1.042                    | 19,82      | 53               | 32083      | 32410        |
| Castillon-Massas  | 225                      | 9,59       | 23               | 32089      | 32360        |
| Jegun             | 1.182                    | 39,25      | 30               | 32162      | 32360        |
| Lavardens         | 365                      | 30,55      | 12               | 32204      | 32360        |
| Mérens            | 68                       | 4,18       | 16               | 32251      | 32360        |
| Mirepoix          | 229                      | 7,25       | 32               | 32258      | 32390        |
| Ordan-Larroque    | 868                      | 42,64      | 20               | 32301      | 32350        |
| Peyrusse-Massas   | 114                      | 6,49       | 18               | 32316      | 32360        |
| Puycasquier       | 428                      | 20,14      | 21               | 32335      | 32120        |
| Roquefort         | 277                      | 7,21       | 38               | 32347      | 32390        |
| Roquelaure        | 577                      | 21,23      | 27               | 32348      | 32810        |
| Sainte-Christie   | 542                      | 9,91       | 55               | 32368      | 32390        |
| Saint-Jean-Poutge | 310                      | 10,80      | 29               | 32382      | 32190        |
| Saint-Lary        | 274                      | 9,67       | 28               | 32384      | 32360        |
| Tourrenquets      | 103                      | 7,12       | 14               | 32453      | 32390        |

## Historische Entwicklung
Der Gemeindeverband wurde am 26. Dezember 2001 mit 19 Mitgliedsgemeinden gegründet.
Am 1. Januar 2017 wurde der Gemeindeverband mit der Communauté d’agglomération du Grand Auch zur neuen Communauté d’agglomération Grand Auch Cœur de Gascogne zusammengeschlossen.